# Romano Schmid
Romano Christian Schmid (Graz, Austria, 27 de enero de 2000) es un futbolista austriaco. Juega de centrocampista y su equipo es el Werder Bremen de la Bundesliga alemana.

## Trayectoria
En enero de 2019 se incorporó al Werder Bremen alemán.

## Selección nacional
Internacional en categorías inferiores por Austria, Schmid debutó con la selección absoluta el 22 de septiembre de 2022 en la derrota por 2-0 ante Francia de la Liga de Naciones de la UEFA.

### Participaciones en Eurocopas
| Copa          | Sede     | Resultado        | Partidos | Goles |
| ------------- | -------- | ---------------- | -------- | ----- |
| Eurocopa 2024 | Alemania | Octavos de final | 4        | 1     |

## Estadísticas
Actualizado al último partido disputado el 17 de mayo de 2025.
| Club                         | Div.          | Temporada     | Liga  | Liga  | Copas nacionales | Copas nacionales | Copas internacionales | Copas internacionales | Total | Total |
| Club                         | Div.          | Temporada     | Part. | Goles | Part.            | Goles            | Part.                 | Goles                 | Part. | Goles |
| ---------------------------- | ------------- | ------------- | ----- | ----- | ---------------- | ---------------- | --------------------- | --------------------- | ----- | ----- |
| Sturm Graz II · Austria      | 3.ª           | 2015-16       | 10    | 1     | —                | —                | —                     | —                     | 10    | 1     |
| Sturm Graz II · Austria      | 3.ª           | 2016-17       | 19    | 4     | —                | —                | —                     | —                     | 19    | 4     |
| Sturm Graz II · Austria      | Total club    | Total club    | 29    | 5     | 0                | 0                | 0                     | 0                     | 29    | 5     |
| Sturm Graz · Austria         | 1.ª           | 2016-17       | 1     | 0     | 0                | 0                | —                     | —                     | 1     | 0     |
| Sturm Graz · Austria         | 1.ª           | 2017-18       | 2     | 1     | 1                | 0                | 2                     | 0                     | 5     | 1     |
| Sturm Graz · Austria         | Total club    | Total club    | 3     | 1     | 1                | 0                | 2                     | 0                     | 6     | 1     |
| Red Bull Salzburgo · Austria | 1.ª           | 2017-18       | 1     | 0     | 0                | 0                | —                     | —                     | 1     | 0     |
| Red Bull Salzburgo · Austria | Total club    | Total club    | 1     | 0     | 0                | 0                | 0                     | 0                     | 1     | 0     |
| FC Liefering · Austria       | 2.ª           | 2017-18       | 24    | 8     | —                | —                | —                     | —                     | 24    | 8     |
| FC Liefering · Austria       | 2.ª           | 2018-19       | 6     | 1     | —                | —                | —                     | —                     | 6     | 1     |
| FC Liefering · Austria       | Total club    | Total club    | 30    | 9     | 0                | 0                | 0                     | 0                     | 30    | 9     |
| Wolfsberger AC · Austria     | 1.ª           | 2018-19       | 12    | 1     | —                | —                | —                     | —                     | 12    | 1     |
| Wolfsberger AC · Austria     | 1.ª           | 2019-20       | 25    | 2     | 2                | 1                | 6                     | 0                     | 33    | 3     |
| Wolfsberger AC · Austria     | Total club    | Total club    | 37    | 3     | 2                | 1                | 6                     | 0                     | 45    | 4     |
| Werder Bremen · Alemania     | 1.ª           | 2020-21       | 22    | 0     | 3                | 0                | —                     | —                     | 25    | 0     |
| Werder Bremen · Alemania     | 2.ª           | 2021-22       | 33    | 3     | 1                | 0                | —                     | —                     | 34    | 3     |
| Werder Bremen · Alemania     | 1.ª           | 2022-23       | 27    | 1     | 2                | 1                | —                     | —                     | 29    | 2     |
| Werder Bremen · Alemania     | 1.ª           | 2023-24       | 33    | 4     | 1                | 0                | —                     | —                     | 34    | 4     |
| Werder Bremen · Alemania     | 1.ª           | 2024-25       | 32    | 5     | 3                | 0                | —                     | —                     | 35    | 5     |
| Werder Bremen · Alemania     | Total club    | Total club    | 147   | 13    | 10               | 1                | 0                     | 0                     | 157   | 14    |
| Total carrera                | Total carrera | Total carrera | 247   | 31    | 13               | 2                | 8                     | 0                     | 268   | 33    |